# روبرت باتل
روبرت باتل (بالإنجليزية: Robert Battle)‏ هو مصمم رقص أمريكي، ولد في 28 أغسطس 1972 في جاكسونفيل في الولايات المتحدة.

## وصلات خارجية
- روبرت باتل على موقع IMDb (الإنجليزية)
- روبرت باتل على موقع الموسوعة البريطانية (الإنجليزية)